# Големо Мраморани
Големо Мраморани (на македонска литературна норма: Големо Мраморани) е историческо село, разположено на територията на община Долнени на Северна Македония.

## География
Селото е било разположено на три километра северно от Мажучище, в западното подножие на Негре.

## История
В XIX век Големо Мраморани е част от Прилепска каза на Османската империя. В „Етнография на вилаетите Адрианопол, Монастир и Салоника“, издадена в Константинопол в 1878 година и отразяваща статистиката на населението от 1873 година, Големо Мраморани (Mramorani golemo) е посочено като село с 10 домакинства и 42 жители българи.
Според статистиката на Васил Кънчов („Македония. Етнография и статистика“) от 1900 година Горно Мраморани е населявано от 74 жители българи християни.
На Етнографската карта на Битолския вилает на Картографския институт в София от 1901 година Горно Мраморани е чисто българско село в Прилепската каза на Битолския санджак с 10 къщи.
В началото на XX век цялото население на селото е под върховенството на Българската екзархия. По данни на секретаря на екзархията Димитър Мишев („La Macédoine et sa Population Chrétienne“) в 1905 година в Голямо Мраморани (Goliamo-Mramorani) има 40 българи екзархисти.
След Междусъюзническата война в 1913 година селото попада в Сърбия.